# Концов Максим Андрійович
Максим Андрійович Концов (рос. Максим Андреевич Концов; 16 травня 1988, Улан-Уде, РРФСР — 24 березня 2022, Україна) — російський офіцер, лейтенант Національної гвардії. Герой Російської Федерації.

## Біографія
У 2005 році зі срібною медаллю закінчив середню школу № 47, після чого вступив до Східно-Сибірського державного університету технологій та управління в Улан-Уде. На п'ятому курсі він пішов до академічної відпустки, під час якої його призвали до Російської армії. З 2010 року проходив строкову службу у місті Уссурійську (Приморський край) в окремому спеціальному моторизованому батальйоні Східного регіонального командування внутрішніх військ Міністерства внутрішніх справ (МВС) Російської Федерації. Незабаром перейшов на контрактну службу.
З 2011 року служив в Хабаровську у внутрішніх військах МВС Росії, а з 2016 року — у військах національної гвардії Російської Федерації. Неодноразово виїжджав у відрядження на Північний Кавказ. Дослужився до посади начальника розрахунку у званні прапорщика. У 2020 році здобув вищу освіту, закінчивши з відзнакою московську Академію управління та виробництва (напрямок — менеджмент). З червня 2021 року — начальник розвідки штабу 748-го окремого батальйону оперативного призначення Східного округу військ національної гвардії. Учасник російського вторгнення в Україну, командир розвідувальної групи. Загинув у бою.

## Нагороди
- Нагрудний знак внутрішніх військ «За відзнаку у військовій службі» 1-го ступеня
- Нагрудний знак «Учасник бойових дій»
- Нагрудний знак «200 років внутрішнім військам МВС Росії»
- Медаль «За військову доблесть»
- Медаль «200 років внутрішнім військам МВС Росії»
- Медаль «За службу в спецназі»
- Медаль «За ратну доблесть»
- Медаль «Генерал А.П. Єрмолов»
- Медаль «Учаснику контртерористичної операції на Кавказі»
- Звання «Герой Російської Федерації» (4 квітня 1922; посмертно) — «за мужність, відвагу і самовідданість, проявлені під час виконання військового і службового обов'язку.» 14 квітня генерал-полковник Ігор Голлоєв вручив рідним Концова медаль «Золота зірка», нагородне посвідчення і грамоту про присвоєння звання.